# Andrzej Przeździecki

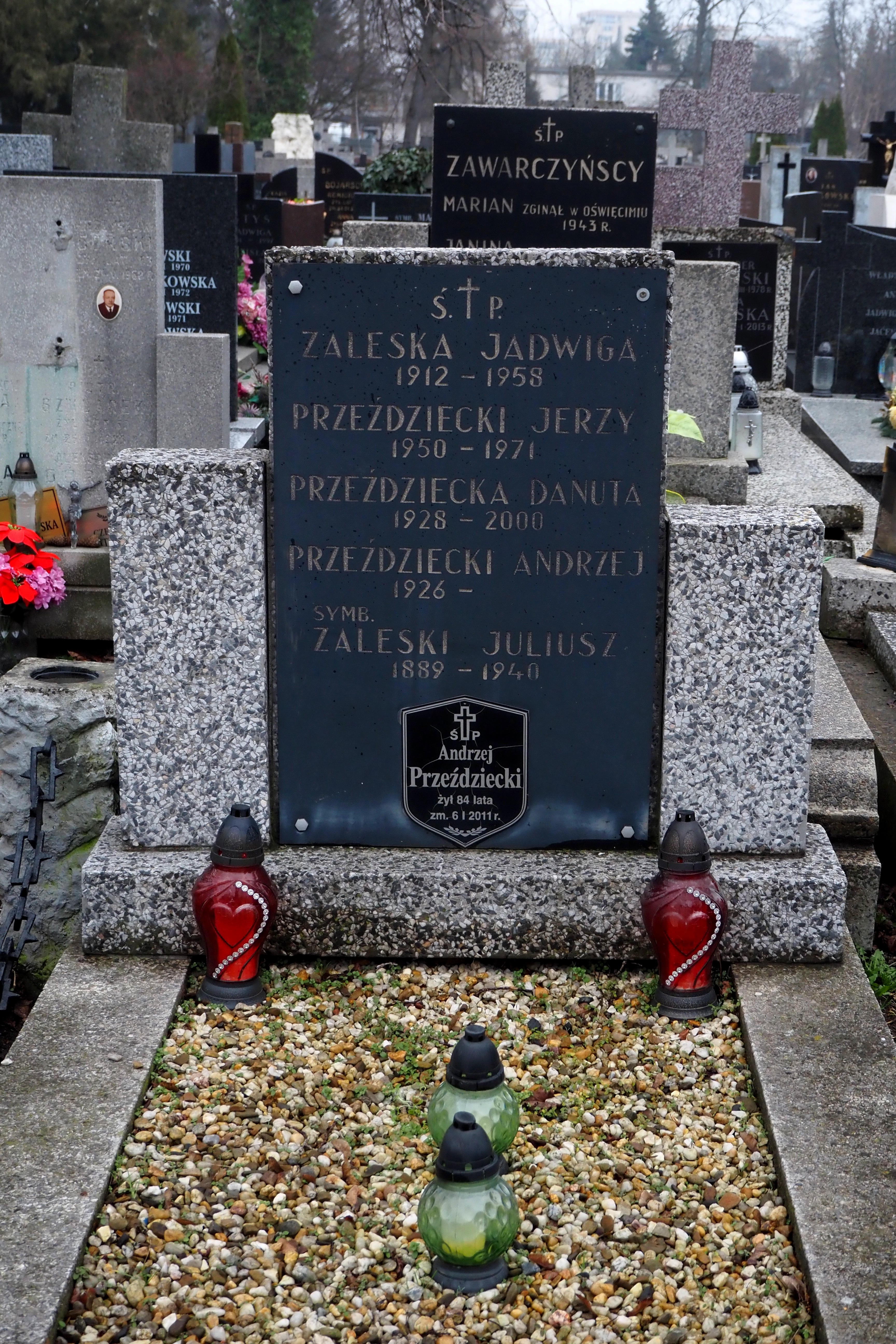
Grób Andrzeja Przeździeckiego na Cmentarzu Czerniakowskim w Warszawie

Andrzej Przeździecki (ur. 29 listopada 1926 w Warszawie, zm. 6 stycznia 2011 tamże) – polski szermierz odnoszący największe sukcesy w szpadzie, później trener szermierki.
Olimpijczyk z Helsinek (1952). Indywidualnie, po udanym przejściu pierwszej rundzie eliminacji (3 zwycięstwa, 4 porażki) w drugiej rundzie wygrał 2 na 7 walk i odpadł z dalszej rywalizacji. W starcie drużynowym Polacy przegrali z Anglią 6:10 (jeden punkt Przeździeckiego) oraz przegrali ze Szwecją 0:9 odpadając z dalszych rozgrywek. Dziewięciokrotny medalista mistrzostw Polski: dwa medale indywidualnie w szpadzie (srebro w 1952 oraz brąz w 1950), 7 medali w drużynie: 6 złotych (floret – 1953, 1955, 1956; szabla – 1953; szpada – 1953 i 1955) oraz srebro w szpadzie (1956). Duże sukcesy odnosił także jako trener (w Legii jeszcze w trakcie kariery zawodniczej), prowadzona przez niego kadra narodowa szpadzistów zdobyła m.in. złoty medal mistrzostw świata (1963) oraz brąz igrzysk olimpijskich (1968). Sędzia międzynarodowy. Zasłużony Mistrz Sportu, odznaczony m.in.: Krzyżem Kawalerskim Orderu Odrodzenia Polski Złotym i Srebrnym Krzyżem Zasługi, oraz Medalem „Za udział w walkach o Berlin”.
Od lat 90. XX w., w kalendarzu zawodów Pucharu Polski szpadzistów znajduje się turniej jego imienia.